# Lina Hurtig
Lina Mona Andréa Hurtig (* 5. September 1995 in Avesta) ist eine schwedische Fußballspielerin, die von 2022 bis 2025 beim FC Arsenal unter Vertrag stand.

## Karriere

### Vereine
Hurtig spielte bereits als 15-Jährige für Gustafs GoIF in Borlänge in der Norrettan, der damals zweiten schwedischen Liga. 2012 wechselte sie zum Erstligaligisten Umeå IK und bestritt mit 16 Jahren ihr erstes Erstligaspiel. Der Verein, der zwischen 2000 und 2008 sieben Meistertitel gewonnen hatte, hatte während ihrer Zeit, in der sie es in fünf Spielzeiten auf 88 Ligaspiele brachte und 24 Tore erzielte, aber nichts mehr mit der Meisterschaft zu tun und stieg am Ende der Saison 2016 ab. Daraufhin folgte der Wechsel zum Meister Linköpings FC, mit dem sie in der Saison 2017 ihren ersten Meistertitel gewann und sich damit für die UEFA Women’s Champions League 2018/19 qualifizierte. 2018 reichte es für den Verein dann nur zum fünften Platz.
Im Oktober 2017 kam Hurtig für Linköping gegen Apollon Limassol zu ihrem ersten Champions-League-Spiel und erzielte beim 3:0 im Rückspiel ihre ersten beiden Champions-League-Tore. Im Achtelfinale gegen Sparta Prag gelang ihr in beiden Spielen je ein Tor. Im Viertelfinale gegen Manchester City verlor sie mit ihrer Mannschaft beide Spiele und blieb dabei ohne Torerfolg. In der folgenden Saison erzielte sie nur beim 6:1 gegen Schytlobud-1 Charkiw ein Tor und bereits im Achtelfinale kam das Aus gegen Paris Saint-Germain, wobei sie bei den beiden Niederlagen auf ihre ehemalige Mitspielerin bei Umeå Hanna Glas traf. Im August 2020 wechselte sie zu Juventus Turin. In der UEFA Women’s Champions League 2020/21 traf sie mit Juve im Sechzehntelfinale auf Titelverteidiger Olympique Lyon und verlor mit ihrer Mannschaft zweimal (2:3 und 0:2). Als Meister der Saison 2020/21 musste Juve in die Qualifikation für die UEFA Women’s Champions League 2021/22. Mit Siegen gegen FK Sasa (12:0), SKN St. Pölten (4:1) und KS Vllaznia Shkodra (2:0 und 1:0) qualifizierten sie sich für die erstmals ausgetragene Gruppenphase. Hier belegten sie punktgleich mit dem VfL Wolfsburg und Vorjahresfinalist Chelsea FC Women aufgrund der besseren Tordifferenz den zweiten Platz und erreichten das Viertelfinale, wo sie dem Rekordsieger und späteren Cupsieger Olympique Lyon unterlagen. Hurtig kam in drei Qualifikationsspielen und den sechs Gruppenspielen zum Einsatz und erzielte vier Tore.
Im Sommer 2022 wechselte sie zu FC Arsenal. In der UEFA Women’s Champions League 2022/23 wurde sie in einem Qualifikationsspiel und vier Spielen der Gruppenphase eingesetzt, die Arsenal als Gruppensieger beendete und erzielte beim 3:1-Sieg gegen FC Zürich Frauen zwei Tore. Auf Grund mehrerer Verletzungen kam sie bei Arsenal nur zu wenigen Einsätzen. In der UEFA Women’s Champions League 2024/25 hatte sie sieben Kurzeinsätze, u. a. im mit 1:0 gegen Titelverteidiger FC Barcelona gewonnenen Finale. Am 8. Mai 2025 gab Arsenal bekannt, dass sie den Verein zum Saisonende mit Vertragsablauf verlässt.
Zur Saison 2025/26 wechselt sie zur AC Florenz.

### Nationalmannschaften
Hurtig durchlief die schwedischen Juniorinnen-Nationalmannschaften und nahm mit der U-17-Mannschaft an der Qualifikationen zur U-17-Fußball-Europameisterschaft der Frauen 2011 und 2012 teil, für die sich die Schwedinnen nicht qualifizierten. Besser lief es mit der U-19-Mannschaft, mit der sie 2012 Europameister wurde. 2013 und 2014 nahm sie mit der U-19-Mannschaft ebenfalls an den EM-Endrunden teil und schied dort jeweils nach der Gruppenphase aus. Bereits im Dezember 2012 wurde Hurtig als 17-Jährige zu einem Trainingslager der A-Nationalmannschaft im Januar 2013 eingeladen. Auch für ein EM-Vorbereitungsspiel gegen Brasilien im Juni 2013 wurde sie eingeladen, wurde aber nicht eingesetzt. Für die EM in ihrer Heimat wurde sie nicht berücksichtigt.

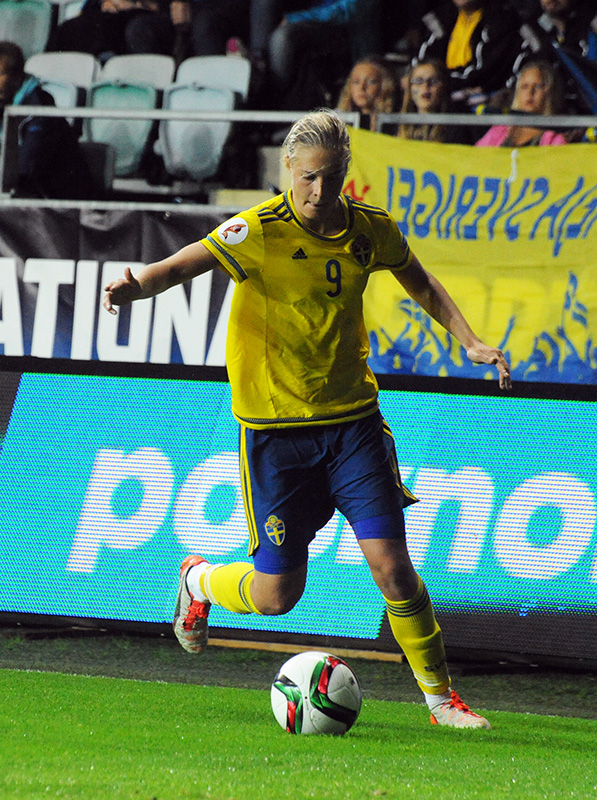
Lina Hurtig für Schweden (2015)

Es dauerte bis zum 27. November 2014 zu ihrem ersten Einsatz in der A-Nationalmannschaft, den Hurtig bei einem 1:1-Remis gegen Kanada hatte. Nachdem sie für die WM 2015 nicht berücksichtigt worden war, kam sie im September 2015 im Rahmen der Qualifikation für die EM 2017 zu ihren ersten beiden Pflichtspielen und erzielte am 22. September beim 3:0 gegen Polen ihr erstes Länderspieltor zur 1:0-Führung. Für die EM war Hurtig auch nominiert, wurde aber am 3. Juni durch Julia Spetsmark ersetzt. In der Qualifikation für die WM 2019 wurde sie in vier Spielen eingesetzt und erzielte dabei zwei Tore.
Am 16. Mai wurde Hurtig für die WM nominiert. Mit einer Körpergröße von 180 cm war sie die größte Spielerin im Kader. Bei der WM wurde sie in allen sieben Spielen eingesetzt, wobei sie zweimal in der Startelf stand, u. a. im Gruppenspiel gegen Thailand, bei dem sie ihr erstes WM-Tor erzielte und über 90 Minuten spielte. Als Gruppenzweite erreichten die Schwedinnen die K.-o.-Runde, wo sie im Achtelfinale mit 1:0 gegen Kanada gewannen. Im Viertelfinale gewannen die Schwedinnen nach 24 Jahren wieder ein Pflichtspiel gegen die deutsche Mannschaft und qualifizierten sich damit für die Olympischen Spiele 2020. Im Halbfinale gegen Europameister Niederlande stand Hurtig zum zweiten Mal in der Startelf und verlor aber mit ihrer Mannschaft nach Verlängerung, vor der sie ausgewechselt wurde. Schweden gewann im Anschluss das Spiel um Platz drei gegen England.
Hurtig wurde auch für die wegen der COVID-19-Pandemie um ein Jahr verschobenen Olympischen Spiele 2020 nominiert. Bei den Spielen wurde sie in allen Spielen ihrer Mannschaft eingesetzt, wobei sie fünfmal ein- und einmal ausgewechselt wurde. Im ersten Gruppenspiel gegen die USA, die zuvor 44 Spiele nicht verloren hatte, erzielte sie acht Minuten nach ihrer Einwechslung das Tor zum 3:0-Endstand für ihre Mannschaft. Beim 4:2-Sieg im zweiten Gruppenspiel gegen Australien stand Hurtig in der Startelf und erzielte das Tor zum zwischenzeitlich 2:2-Ausgleich, wurde aber nach knapp einer Stunde ausgewechselt (Endstand 4:2). Danach wurde sie immer wieder eingewechselt. Am Ende sprang für die Schwedinnen wie 2016 die Silbermedaille heraus, da im finalen Elfmeterschießen vier ihrer Mitspielerinnen ihren Elfmeter nicht verwandelten.
In der erfolgreichen Qualifikation für die WM 2023 wurde Hurtig immer eingesetzt und erzielte fünf Tore, darunter den Siegtreffer beim 2:1-Sieg gegen Finnland. Bei der EM-Endrunde in England, die wegen der COVID-19-Pandemie um ein Jahr verschoben worden war, wurde sie in vier von fünf Spielen ihrer Mannschaft eingesetzt. Mit einer 0:4-Niederlage gegen Gastgeber England schieden die Schwedinnen im Halbfinale aus.
Bei der Fußball-Weltmeisterschaft der Frauen 2023 kam Hurtig zunächst als Einwechselspielerin zum Einsatz. Im Achtelfinale gegen die USA verwandelte sie im Elfmeterschießen den letzten und entscheidenden Elfmeter. Der von der Torfrau abgeprallte Ball musste mit Torlinientechnik überprüft werden. Mit ihrem fünften Einsatz im sechsten Spiel ihres Teams verlor sie mit ihrer Mannschaft im Halbfinale gegen die Spanierinnen mit 1:2 und verpasste damit das Finale. Dabei gab sie in der 88. Minute – eine Minute nach ihrer Einwechslung – die Vorlage zum Ausgleichstreffer durch Rebecka Blomqvist. Die Spanierinnen erzielten postwendend den Siegtreffer. Durch einen 2:0-Sieg im Spiel um Platz drei über die Nationalmannschaft Australiens gewann sie die Bronzemedaille.
Da erstmals das Abschneiden bei der WM für die europäischen Teams nicht entscheidend für die Qualifikation zu den Olympischen Spielen 2024 war, hatten die Schwedinnen, die als Dritte nicht qualifiziert gewesen wären, noch die Chance, sich über die UEFA Women’s Nations League 2023/24 für die Spiele in Paris zu qualifizieren. Die Schwedinnen gewannen nur zwei Spiele und verpassten als Gruppendritte das Final-Four-Turnier, bei dem um zwei Olympiatickets gespielt wurde und somit erstmals die Olympischen Spiele. Zudem mussten sie in die Relegation. Hier setzten sie sich mit zwei 5:0-Siegen gegen Bosnien-Herzegowina durch, so dass sie in Liga A verbleiben. Hurtig kam in den ersten drei Gruppenspielen zum Einsatz, wobei sie ein Tor bei der 2:3-Niederlage gegen Weltmeister Spanien zum zwischenzeitlichen Ausgleich erzielte.
Am 11. Juni 2025 wurde sie für die EM-Endrunde nominiert. Sie wurde im zweiten und dritten Gruppenspiel ihrer Mannschaft jeweils für Kapitänin Kosovare Asllani eingewechselt und erzielte in beiden Spiele jeweils das letzte Tor für ihre Mannschaft. Auch im Viertelfinale gegen Titelverteidiger England wurde sie für Asllani eingewechselt. Zwei Minuten später konnten die Engländerinnen zunächst das Anschlusstor zum 1:2 und weitere zwei Minuten später das Tor zum 2:2-Ausgleich erzielen. Da dieser Spielstand auch nach 120 Minuten bestand, kam es zum Elfmeterschießen, bei dem sie nicht zum Einsatz kam, ihre Mannschaft aber mit 2:3 verlor.

## Erfolge
- U-19-Europameisterin 2012
- Schwedische Meisterin 2017
- Dritte der Weltmeisterschaft 2019
- 2020: Italienische Supercupsiegerin
- 2020/21: Italienische Meisterin
- 2021: Italienische Supercupsiegerin
- 2021/22: Italienische Pokalsiegerin
- 2021: Silbermedaille bei den Olympischen Spielen 2020
- 2021/22: Italienische Meisterin
- 2022/23 und 2023/24: FA-Women’s-League-Cup-Siegerin
- 2024/25: UEFA-Women’s-Champions-League-Siegerin

## Privates
Seit August 2019 ist sie mit der schwedischen Fußballspielerin Lisa Hurtig verheiratet.